# X.O. Experience
Albums de Tha Alkaholiks
Likwidation
(1997) Firewater
(2006)
Singles
1. Best U Can
Sortie : 2001
2. Run Wild
Sortie : 2001

X.O. Experience est le quatrième album studio des Alkaholiks (sous le nom Tha Liks), sorti le 10 juillet 2001.
La pochette de l'album est un hommage à celle d'Are You Experienced du Jimi Hendrix Experience, publié en 1967.
L'album s'est classé 14e au Top R&B/Hip-Hop Albums et 47e au Billboard 200.

## Liste des titres
| No  | Titre                                                        | Contient un (des) sample(s) de         | Durée |
| --- | ------------------------------------------------------------ | -------------------------------------- | ----- |
| 1.  | Intro                                                        |                                        | 0:43  |
| 2.  | Bar Code (featuring Xzibit – Produit par E-Swift)            |                                        | 3:32  |
| 3.  | Run Wild (featuring Shae Fiol – Produit par Rockwilder)      |                                        | 3:50  |
| 4.  | L-I-K-S (Produit par E-Swift)                                |                                        | 3:20  |
| 5.  | Bully Foot Skit                                              |                                        | 0:41  |
| 6.  | Bully Foot (featuring Busta Rhymes – Produit par DJ Scratch) |                                        | 4:08  |
| 7.  | My Dear (featuring Defari – Produit par E-Swift)             |                                        | 3:53  |
| 8.  | Interlude                                                    |                                        | 0:17  |
| 9.  | Da Da Da Da (Produit par Thayod Ausar)                       |                                        | 4:54  |
| 10. | 40 OZ Quartet Part I (Produit par E-Swift)                   | Moments in Love d'Art of Noise         | 1:48  |
| 11. | Sickness (featuring Butch Cassidy – Produit par Rockwilder)  |                                        | 3:58  |
| 12. | Goin' Crazy (Produit par E-Swift)                            |                                        | 4:30  |
| 13. | Best U Can (Produit par The Neptunes)                        |                                        | 3:37  |
| 14. | 40 OZ Quartet Part II (Produit par E-Swift)                  | Eric B. Is President d'Eric B. & Rakim | 2:27  |
| 15. | Anotha Round (Produit par E-Swift)                           |                                        | 4:12  |
| 16. | Yo Mouth Skit                                                |                                        | 0:33  |
| 17. | The Bubble (featuring King Tee – Produit par E-Swift)        |                                        | 4:11  |
| 18. | 151 (featuring Xzibit – Produit par DJ Twinz)                |                                        | 3:43  |
| 19. | Promote Violins (featuring Kurupt – Produit par E-Swift)     |                                        | 3:56  |